# Lê Ích Mộc
Lê Ích Mộc (chữ Hán: 黎益沐, 2 tháng 2 năm 1458 - 15 tháng 2 năm 1538), người làng Thanh Lãng, tên Nôm là Ráng, tổng Phù Lưu, huyện Thủy Đường, phủ Kinh Môn , xứ Hải Dương, nay thuộc phường Quảng Thanh, thành phố Thủy Nguyên, thành phố Hải Phòng. Có tài liệu ghi ông người làng Quảng Cư là chưa chính xác, vì tên Quảng Cư tới thời Đồng Khánh (1886 - 1888) còn chưa xuất hiện và tại Bia đá Tiến sĩ tại Quốc Tử Giám ghi ông người làng Thanh Lãng, huyện Thủy Đường. Đỗ Đệ nhất giáp Tiến sĩ cập đệ (Trạng nguyên) khoa tháng hai, Nhâm Tuất, Cảnh Thống năm thứ 5 (1502), đời Lê Hiến Tông cùng Lê Sạn, Nguyễn Văn Thái đỗ đệ nhất giáp tiến sĩ cập đệ; bọn Nguyễn Cảnh Diễn, Lê Nhân Tế 24 người đỗ đệ nhị giáp tiến sĩ xuất thân; bọn Phạm Khiêm Bính, Nguyễn Mậu 34 người đỗ đệ tam giáp đồng tiến sĩ xuất thân.
Ông nguyên là đạo sĩ, đến khi đỗ, vua sai tuyên đọc chế từ, bưng lư hương cháy rực lửa ra trước, bị bỏng tuột cả tay mà không biết.

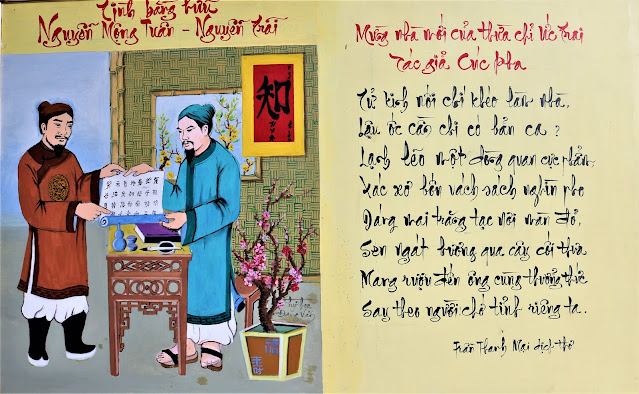

1. Tại khoa thi này, vua đích thân ra đầu bài văn sách hỏi về đế vương trị thiên hạ. Sai Nam Quân đô đốc phủ tả đô đốc phò mã đô uý Lâm Hoài bá Lê Đạt Chiêu, và Hộ bộ thượng thư Vũ Hữu làm đề điệu: Binh bộ tả thị lang Dương Trực Nguyên và Ngự sử đài thiêm đô ngự sử Bùi Xương Trạch làm giám thí; Lễ bộ thượng thư Tả Xuân phường hữu dụ đức kiên Đông các đại học sĩ Đàm Văn Lễ, Lễ bộ thượng thư kiêm Hàn lâm viện thị độc, trưởng Hàn lâm viện sự Nguyễn Bảo, Lễ bộ tả thị lang kiêm Đông các học sĩ Lê Ngạn Tuất, Quốc tử giám tế tửu Hà Công Trình, Tư nghiệp Hoàng Bồi, Thái thường tự khanh Nghiêm Lâm Tiến đọc quyển thi[2].

Khoa thi này có một điểm mới là: Mọi năm bảng vàng vẫn treo ở ngoài cửa Đông Hoa, đến nay vua sai Lễ bộ bưng ra, đánh trống nổi nhạc rước ra treo ở cửa nhà Thái học. Bảng vàng treo ở cửa nhà Thái học bắt đầu từ đó.
Lê Ích Mộc làm quan tới Tả thị lang. Khi ông chết, nhân dân địa phương lập miếu thờ và tạc tượng ông thờ ở cạnh chùạ Diên Phúc.